# Spemann-Organisator
Spemanns Organisator, auch Spemann-Mangold-Organisator genannt, ist in der Embryologie das älteste und bekannteste Beispiel eines embryonalen Signalzentrums. Es wurde von Hans Spemann (1869–1941) und seiner Doktorandin Hilde Mangold (1898–1924) entdeckt. Spemann und seine Schüler führten ab 1921 bahnbrechende Studien zu dem von ihm gefundenen Organisatoreffekt durch. Für seine Leistungen im Bereich der Embryologie erhielt Spemann 1935 den Nobelpreis für Physiologie oder Medizin.
Während der Entwicklung von Amphibien, zum Beispiel Molchen und Fröschen, wird die Gestaltbildung des Embryos von einer bestimmten Zellgruppe aus gesteuert. Während der Ontogenese „organisiert“ diese Zellgruppe also die Entwicklung aller übrigen Zellen und wurde von Spemann daher als Organisator bezeichnet.

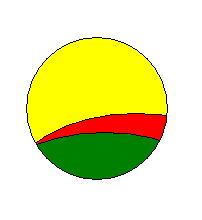
Schema der unterscheidbaren Plasmabereiche in einer befruchteten Eizelle:
gelb – dotterarmer Teil
rot – Grauer Halbmond
grün – dotterreicher Teil

Der Spemann-Organisator ist im sogenannten „Grauen Halbmond“ der befruchteten Eizelle lokalisiert. Schon vor der ersten Teilung (Furchung) lässt sich die Zygote eines Lurchs in drei Abschnitte gliedern. Der dunkel gefärbte dotterreiche Teil und der helle dotterarme Teil sind voneinander getrennt durch den grauen Halbmond (rot in der Abbildung). Dieser entsteht durch die Rotation des Zellkortex in Folge der Befruchtung, wodurch unter anderem Komponenten des Wnt-Signalweges transportiert werden und sich der Spermieneintrittsstelle gegenüber in einem Bereich sammeln, dem Grauen Halbmond. Bei den anschließenden Zellteilungen erhalten so die aus dem Bereich des Grauen Halbmonds hervorgegangenen Zellen deutlich höhere Konzentrationen von Wnt-Signalkomponenten.
Andererseits werden auf der dotterreichen, vegetalen Seite des Embryos besondere mRNA-Moleküle (maternal) bereitgestellt, so etwa vg1, das für eine Komponente des TGF-β-Signalweges codiert, und vegt-mRNA, die für einen Transkriptionsfaktor codiert. In jener Zone, wo die vorliegenden mRNAs mit den im Grauen Halbmond lokalisierten Wnt-Signalkomponenten überlappen, wird zunächst das Nieuwkoop-Zentrum gebildet, das nun seinerseits durch Sekretion von Liganden des Nodal-Signalweges (eines anderen Zweiges des TGF-β-Signalweges) den Organisator weiter oberhalb davon induziert.
Der Organisator übernimmt dann durch Sekretion von Inhibitoren des Wnt- und des BMP-Signalweges (eines weiteren Zweiges des TGF-β-Signalweges) eine zentrale Rolle in der Musterbildung des Embryos, sowohl hinsichtlich der Bauch/Rücken-Unterscheidung (ventro-dorsale Achse) wie auch der Kopf/Schwanz-Unterscheidung (anterio-posteriore Achse).
Im erstgenannten Prozess spielen Chordin, Noggin und Follistatin eine besondere Rolle, da sie Inhibitoren des BMP-Signalweges sind. Während BMP von der ventralen Seite her auf Zellen einwirkt, beeinflusst Chordin die Zellen von der dorsalen Seite aus. Dadurch entsteht ein Aktivitätsgradient, über den die Differenzierung weiterer Strukturen gesteuert wird. So wird beispielsweise auf der ventralen Seite, wo die BMP-Aktivität am höchsten ist, aus dem Ektoderm die Epidermis gebildet, während auf der gegenüberliegenden BMP-inaktiven Seite das Ektoderm zu Neuroektoderm wird, aus dem später Nervengewebe hervorgeht (siehe auch Neurulation).
Ähnliches gilt für das Mesoderm, aus dem auf der ventralen Seite u. a. Blutinseln und auf der dorsalen Seite die Chorda dorsalis hervorgehen. Diese Achsenstruktur der Chordatiere wird direkt vom Organisator gebildet, der selbst mesodermalen Ursprungs ist, durch Gastrulationsbewegungen verlagert wird und sich zur Chorda dorsalis verlängert. Dabei sezerniert der Organisator zugleich Inhibitoren des Wnt-Signalweges, so Proteine der Dickkopf-/Dkk- und sFRP-Familien, die ihrerseits vorne die Bildung anteriorer Strukturen wie des Kopfes bewirken, während am anderen Ende die erhöhte Aktivität der Wnt-Signale zur Bildung posteriorer Strukturen wie des Schwanzes führt. Dass eine Überexpression von Dickkopf-Homologen zu einem anteriorisierten Embryo mit einem stark verkürzten Schwanz und einem deutlich vergrößerten Kopf führt, hat diesen Proteinen ihren Namen eingebracht. Wnt und BMP wirken also als Gestaltbildner, Morphogene, die abhängig von ihrer Konzentration bzw. Aktivität die Bildung unterschiedlicher Zelltypen zu induzieren vermögen.
Somit ist die organisierende Zellgruppe von entscheidender Bedeutung für die Ausbildung der Längsachse des Embryos. Die Einstülpung des Blastoporus bei der Gastrulation ist mit einer Spezialisierung der Gewebe in seiner Nachbarschaft verbunden. Die Rolle, die der an der Blastoporus-Lippe lokalisierte Zellhaufen dabei spielt, hat ihm die Bezeichnung Organisator eingebracht. Bewiesen wurde die Rolle des Organisators von Hans Spemanns Doktorandin Hilde Mangold durch ein mikrochirurgisches Experiment an Molchembryonen: Transplantiert man zu Beginn der Gastrulation den Organisator an eine andere Stelle in einen anderen Embryo, so beginnt der Zielembryo an zwei Stellen die Gastrulation. Auf diese Weise entsteht, als Folge zweier Organisatorregionen, ein doppelter Satz von Körperstrukturen auf einem einzigen Embryo. Je nach Ort der Implantation führt das zu mehr oder weniger ausgereiften siamesischen Zwillingen. Ebenfalls kann es durch Manipulation der Lokalisation von Wnt-Signalkomponenten im Grauen Halbmond zu abweichenden Formen der Achsenbildung kommen. Wird der Wnt-Signalweg z. B. außerhalb der Halbmond-Struktur aktiviert, entsteht ein weiterer Organisator und eine weitere Körperachse.
Signalproteine spielen ebenso in den später nachfolgenden formbildenden Prozessen, beispielsweise der Gesichtsbildung, eine zentrale Rolle. Durch Manipulationen zugrunde liegender Mechanismen können Abweichungen herbeigeführt werden, zum Beispiel eine Gesichtsverdoppelung. Durch Mutation eines Gens, das für die Synthese des Proteins sonic hedgehog nötig ist, können ähnliche Missbildungen auch auf natürliche Weise auftreten.
Dem Spemann-Mangold-Organisator vergleichbare Organisationszentren sind auch bei den übrigen Wirbeltieren zu finden, so etwa der dorsale Schild bei Zebrafischen oder der Primitivknoten von Amnioten, bei Vögeln auch Hensenscher Knoten genannt.